# Neoliodes capensis
Neoliodes capensis är en kvalsterart som beskrevs av Berlese 1910. Neoliodes capensis ingår i släktet Neoliodes och familjen Neoliodidae. Inga underarter finns listade i Catalogue of Life.